# Wandelroute GR564

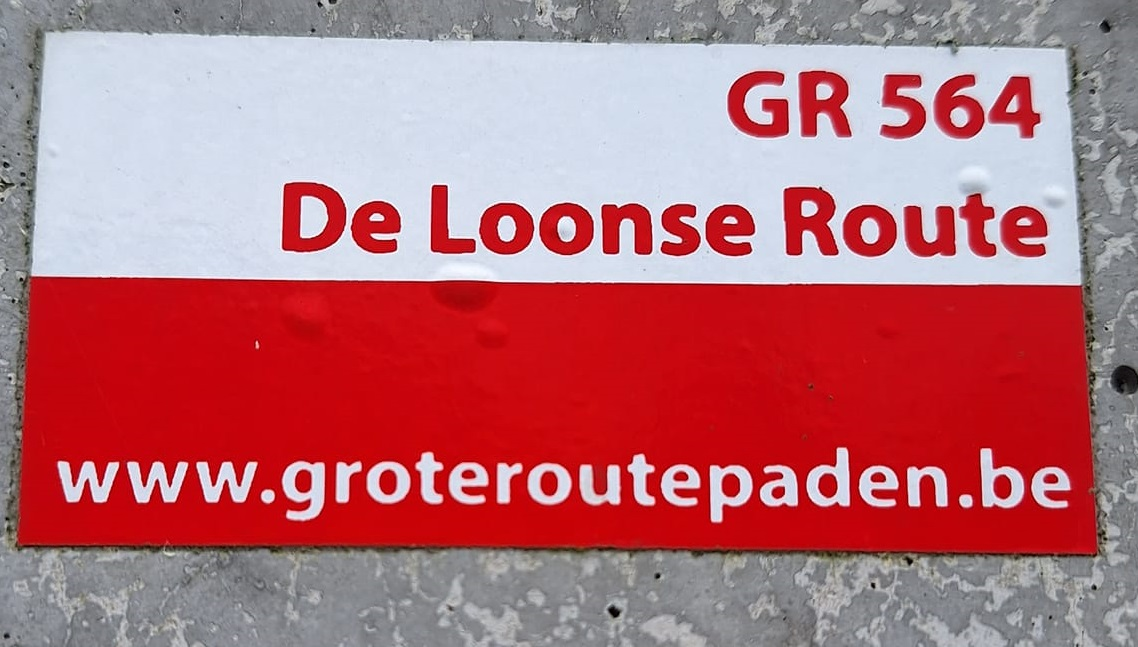
GR564 De Loonse Route

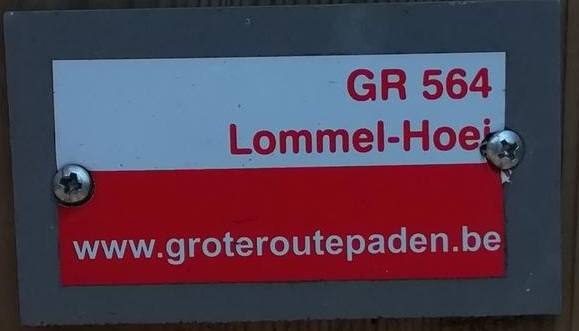
GR564

Wandelroute GR564 of De Loonse Route  is een GR-pad in België. Het pad is in totaal 164 kilometer lang en loopt door het voormalige graafschap Loon. De route loopt langs Lommel - Hechtel - Sonnis - Bokrijk - Albertkanaal (Hasselt) - Diepenbeek - Borgloon - Gelinden - Landen - Hannut (Hannuit) - Avennes - Hoei